# May Fairchild
May Bartlett Fairchild (* 1872 in Boston, Massachusetts; † 1959 in Rhinebeck, New York) war eine US-amerikanische Malerin und Kunsthandwerkerin. Sie wurde vor allem für ihre Blumenstillleben und Porträts bekannt, insbesondere für ihre Miniaturmalereien.

## Leben
May Fairchild wurde 1872 in Boston geboren. Sie erhielt ihre künstlerische Ausbildung zunächst an der Cowles Art School. Anschließend studierte sie an der Art Students League of New York (ASL), wo sie bei John F. Carlson, Kenneth Hayes Miller, Birge Harrison und Kenyon Cox Unterricht erhielt. Später setzte sie ihre Studien in Paris fort, zunächst an der Académie Colarossi und anschließend bei André Lhote.
May Fairchild war Mitglied mehrerer regionaler Kunstvereinigungen und beteiligte sich regelmäßig an Kunstausstellungen, unter anderem an der National Academy of Design. Neben ihrer Malerei arbeitete sie auch im Bereich der Kunsthandwerke und entwarf dekorative Objekte wie Keramiken und Textilien. Sie unterrichtete zeitweise an örtlichen Kunstschulen und war in verschiedenen Frauenkunstvereinen aktiv. May Fairchild starb 1959.

## Werk
May Fairchild hat sich auf Blumenstillleben spezialisiert, die sich durch eine feine Beobachtung der Natur, harmonische Kompositionen und leuchtende Farben auszeichnen. In ihren Werken verbindet sie den Einfluss des amerikanischen Impressionismus mit dekorativen Elementen. Neben Ölgemälden schuf sie auch Porträts en miniature.